# بالتسهاوزن
بالتسهاوزن (به آلمانی: Balzhausen) یک شهر در آلمان است که در گونتسبورگ واقع شده‌است.